# 마야과나섬

마야과나섬

마야과나섬(영어: Mayaguana)은 바하마의 섬으로 면적은 280km2, 인구는 312명(2010년 기준)이다. 이나과섬에서 북쪽으로 약 100km, 수도 나소에서 남쪽으로 약 560km 정도 떨어진 곳에 위치한다. 1812년 터크스 케이커스 제도에서 이주한 주민들이 정착했다.